# 普里馬科夫主義
普里马科夫主义（英語：Primakov Doctrine），是1990年代形式化的俄罗斯政治理念。普里马科夫主义認為俄罗斯的国家安全繫於其超级大国地位，所以俄罗斯需阻止以美国为首的单极国际秩序形成。  

## 歷史
主義得名于叶夫根尼·普里马科夫 。1996年，普里马科夫獲总统鲍里斯·叶利钦任命为俄罗斯联邦外交部长。普里马科夫主導俄罗斯外交，致力远离西方，力主俄罗斯、中国和印度组成战略三角同盟，在欧亚大陆上制衡美国。 
普里马科夫主义围绕五个关键主張：
1. 俄罗斯是責無旁貸地奉行独立外交政策的行動者
2. 俄罗斯应该追求由大国共同管理的多极世界
3. 俄罗斯应谋求在前苏联势力范围内的霸权，并应谋求欧亚一体化
4. 俄罗斯应反对北约东扩
5. 俄罗斯应与中国发展伙伴关系。

普里马科夫主义催生俄罗斯、印度和中国三角格局，最终形成金砖国家（英語：BRICS）。 